# Гаспар, Тони
Тони Гаспар (исп. Toni Gaspar; род. 6 декабря 1973, Фаура) — испанский государственный и политический деятель Испании. Валенсийский социалист, президент провинциального совета Валенсии с 2018 года и мэр муниципалитета Фаура с 2003 года.

## Биография
Одержал победу на муниципальных выборах в 2003 году и после инаугурации занял должность мэра Фауры, набрав почти 60 % голосов избирателей. В 2007 году был переизбран на должность мэра Фауры с 60,43 % голосов избирателей, в 2011 году получил 60,01 % голосов избирателей, а в 2015 году получил 63,23 % голосов избирателей. 
В 2011 году также был избран депутатом от района Кампо-де-Морведре, выдвинувшись в качестве представителя социалистической группы в Совет провинции Валенсия, где работал до своей смены в 2013 году. 24 января 2014 года в Университете Валенсии представил свою кандидатуру на первичных партийных выборах Социалистической партии Валенсии. 16 июля 2018 года занял должность президента провинции Валенсия.

## Примечание
1. ↑  Resultados en MIR.es. Дата обращения: 16 июля 2021. Архивировано 16 июля 2021 года.
2. ↑  Resultados electorales del año 2011 según el Ministerio del Interior
3. ↑  Resultados electorales del año 2015 según el Ministerio del Interior (недоступная ссылка)
4. ↑  Enlace a la noticia en valenciaplaza.com. Дата обращения: 16 июля 2021. Архивировано 2 апреля 2015 года.
5. ↑  http://www.elmundo.es/elmundo/2012/06/23/valencia/1340439837.html Архивная копия от 18 июля 2021 на Wayback Machine Noticia en la web de El Mundo
6. ↑  Enlace a la noticia en el Diario Las Provincias. Дата обращения: 16 июля 2021. Архивировано 3 марта 2016 года.